# Marsilea gibba
Marsilea gibba är en klöverbräkenväxtart som beskrevs av Addison Brown. Marsilea gibba ingår i släktet Marsilea och familjen Marsileaceae.
IUCN kategoriserar arten globalt som livskraftig (LC). Inga underarter finns listade.